# Quế đất
Quế đất hay còn gọi hồi nước, rau quế vị, rau xá xị, rau vị (danh pháp khoa học: Limnophila rugosa) là một loài thực vật có hoa trong họ Mã đề. Loài này được (Roth) Merr. mô tả khoa học đầu tiên năm 1917. Rau quế vị vừa là một loại rau gia vị với mùi thơm rất riêng, mùi xá xị nồng nhẹ, hương vị khi ăn rất đặc biệt, khó lẫn với các loại rau khác vừa là một vị thuốc dân gian được sử dụng nhiều tại một số nước châu Á. Rau quế vị còn được chiết xuất để lấy tinh dầu vì chúng có mùi giống húng quế và hồi.